# V439 Возничего
V439 Возничего (лат. V439 Aurigae), HD 38776 — одиночная переменная звезда в созвездии Возничего на расстоянии приблизительно 1552 световых лет (около 476 парсеков) от Солнца. Видимая звёздная величина звезды — от +7,54m до +7,45m.

## Характеристики
V439 Возничего — оранжевый гигант, пульсирующая медленная неправильная переменная звезда (LB:) спектрального класса K5. Масса — около 1,628 солнечной, радиус — около 68,6 солнечных, светимость — около 867,343 солнечных. Эффективная температура — около 3782 K.

## Планетная система
В 2019 году учёными, анализирующими данные проектов HIPPARCOS и Gaia, у звезды обнаружена планета.